# Ilhéu Comprido (Selvagens)
O ilhéu Comprido é um ilhéu nas Ilhas Selvagens, Região Autónoma da Madeira, Portugal.